# Slavorum Apostoli
Slavorum Apostoli („Die Apostel der Slawen“) vom 2. Juni 1985 ist die vierte Enzyklika des Papstes Johannes Paul II. Sie wurde geschrieben in Erinnerung an das Werk der Evangelisierung der Heiligen Cyrill und Methodius vor 1100 Jahren.
Nach einigen biographischen Hinweisen zu den Slawenaposteln stellt er sie als „Verkünder des Evangeliums“ vor. Sie hätten die Kirche Gottes eingepflanzt und den katholischen Sinn der Kirche im Auge gehabt. Darauf aufbauend macht sich der Papst Gedanken über das rechte Verhältnis von „Evangelium und Kultur“ und betont die Bedeutung und Ausstrahlung des christlichen Millenniums in den slawischen Gebieten.